# Constance Zimmer
Constance Zimmer (Seattle, Washington, 11 de octubre de 1970) es una actriz estadounidense. Es conocida por interpretar a Dana Gordon en Entourage, Claire Simms en Boston Legal y Quinn King en UnREAL.

## Biografía
Zimmer nació en Seattle, Washington. Es hija de inmigrantes alemanes de la antigua Prusia Oriental. Habla fluidamente inglés y alemán. Estudió en la American Academy of Dramatic Arts en Pasadena, después de que descubrió su pasión por la actuación cuando estaba en la secundaria.
En 1999 se casó con el artista de efectos especiales Steve Johnson, de quien se divorció en 2001.
El 5 de enero de 2008, Zimmer dio a luz a su hija Colette Zoe, cuyo padre es el director Russ Lamoureux. El 20 de junio de 2010, se anunció que Zimmer y Lamoureux estaban comprometidos. La pareja contrajo nupcias en octubre del mismo año.
Zimmer apoya a la Fundación Make-A-Wish, el Consejo de Defensa de Recursos Naturales, y Heifer International.

### Carrera
Su carrera teatral se destacó con su premiada interpretación en una producción de Los Ángeles de Catholic School Girls, donde ganó un Dramalogue a la Mejor Actriz. Después de protagonizar varios comerciales nacionales, sobre todo para Duracell, Zimmer comenzó a hacer apariciones especiales en series como Ellen, Seinfeld, The X-Files, Gideon's Crossing y The King of Queens, además de tener papeles recurrentes en The Wayans Bros., Hyperion Bay y The Trouble With Normal. Durante ese mismo período, fue elegida para particiapar en algunas películas independientes tales como Spin Cycle, Home Room y Warm Blooded Killers.
Zimmer finalmente obtuvo su primer papel principal en Good Morning, Miami donde interpretó a Penny Barrington. Tras la cancelación de la serie, obtuvo un papel recurrente en la segunda temporada de Joan de Arcadia dando vida a Lilly Waters; así mismo participó como estrella invitada en episodios de NYPD Blue y Jake in Progress. En 2005, participó en el cortometraje Just Pray, dirigido por Tiffani Thiessen, que fue aceptado en el Festival de Cine de Tribeca.
De 2005 a 2011, Zimmer también interpretó a la poderosa ejecutiva Dana Gordon en la serie original de HBO Entourage. A principios de 2006, Zimmer fue elegida como Brianna, en el drama de la ABC In Justice y se unió al elenco de Boston Legal, donde interpretó a Claire Simms en la tercera temporada de la serie.
Participó en la obra teatral Girls Talk, junto a Brooke Shields, Andrea Bendewald y Nicole Paggi. La obra fue escrita y dirigida por Roger Kumble. También protagonizó la serie Love Bites como Colleen Rouscher y tuvo una aparición especial en Royal Pains, donde dio vida a la psiquiatra Abby Burton. En 2013 obtuvo roles recurrentes en Grey's Anatomy y The Newsroom.
Participó de forma recurrente en Growing Up Fisher y una participación especial en Complications. En junio de 2014, se dio a conocer que se uniría al elenco principal de UnREAL, remplazando a Megyn Price como Quinn King.
En julio de 2015 se dio a conocer que Zimmer tendría un papel como personaje recurrente como la líder de una agencia gubernamental a la caza de inhumanos en la tercera temporada de Agents of S.H.I.E.L.D. de la ABC.

## Filmografía
| Cine            | Cine                                | Cine                               | Cine                                       |
| Año             | Título                              | Personaje                          | Notas                                      |
| --------------- | ----------------------------------- | ---------------------------------- | ------------------------------------------ |
| 1998            | Senseless                           | Zestfully Clean Woman              |                                            |
| 1999            | Warm Blooded Killers                | Vicky Portenza                     |                                            |
| 2000            | Spin Cycle                          | Echo                               |                                            |
| 2001            | Farewell, My Love                   | Kyle                               |                                            |
| 2002            | Home Room                           | Asistente Kelly                    |                                            |
| 2005            | Just Pray                           | Corley James                       | Cortometraje                               |
| 2006            | Damaged Goods                       | Angel                              | Cortometraje                               |
| 2007            | The Hammer                          | Nicole                             |                                            |
| 2008            | Chaos Theory                        | Peg, la maestra                    |                                            |
| 2008            | AmericanEast                        | La directora                       |                                            |
| 2011            | Demoted                             | Elizabeth Holland                  |                                            |
| 2012            | The Babymakers                      | Mona                               |                                            |
| 2015            | Entourage                           | Dana Gordon                        |                                            |
| 2015            | Results                             | Mandy                              |                                            |
| 2015            | Run the Tide                        | Lola                               | Posproducción                              |
| 2018            | Burger Boss                         | Madre                              | Voz. Corto                                 |
| 2019            | Wonder Woman: Bloodlines            | Veronica Cale                      | Voz                                        |
| Televisión      |                                     |                                    |                                            |
| Año             | Título                              | Personaje                          | Notas                                      |
| 1993            | The Day My Parents Ran Away         | Chica en la fila                   | Película para televisión                   |
| 1994            | Babylon 5                           | Paciente joven                     | "The Quality of Mercy"                     |
| 1997            | Quicksilver Highway                 | Paciente                           | Película de televisión                     |
| 1997            | Ellen                               | Chica disturbio                    | "Just Coffee?"                             |
| 1997            | Unhappily Ever After                | LaVerne                            | "Tiffany, the Home Wrecker"                |
| 1998            | Seinfeld                            | Mesera #2                          | "The Wizard"                               |
| 1998            | Jenny                               | Kaleigh                            | "A Girl´s Gotta Come through in a Clutch"  |
| 1998            | Diagnosis: Murder                   | Lisa Blake                         | "An Education in Murder"                   |
| 1998            | Beverly Hills, 90210                | Millie                             | "Reunion"                                  |
| 1998            | The Wayans Bros.                    | Vanessa                            | 2 Episodios                                |
| 1998            | Felicity                            | Chica                              | "The Last Stand"                           |
| 1998            | The King of Queens                  | Jenny                              | "Fixer Upper"                              |
| 1998-1999       | Hyperion Bay                        | Desconocida                        | 2 Episodios                                |
| 1999            | Chicago Hope                        | Dana                               | "A Goy and His Dog"                        |
| 2000            | The X-Files                         | Phoebe                             | "First Person Shooter"                     |
| 2000            | Rude Awakening                      | Sandi                              | "Star 80 Proof"                            |
| 2000            | Beyond Belief: Fact or Fiction      | Mary                               | "The Find"                                 |
| 2000            | Providence                          | Megan                              | 2 Episodios                                |
| 2000-2001       | The Trouble With Normal             | Kristen                            | 4 Episodios                                |
| 2001            | Gideon's Crossing                   | Jessica Kagen                      | "Dr. Cherry Must Be Stopped"               |
| 2001            | FreakyLinks                         | Tori Spangler                      | "Subject: The Stone Room"                  |
| 2001            | The Fighting Fitzgeralds            | Beth                               | 5 Episodios                                |
| 2001            | Philly                              | Pamela Tommasino                   | "Blown Away"                               |
| 2002            | My Guide to Becoming a Rock Star    | Siobhan Ross                       | 3 Episodios                                |
| 2002-2004       | Good Morning, Miami                 | Penelope "Penny" Barnes Barrington | Principal. 40 Episodios                    |
| 2003            | Mystery Woman                       | Cassie Tilman/Cassie Thomas        | Película de televisión                     |
| 2004            | NYPD Blue                           | Zoe Prentiss                       | "Dress for Success"                        |
| 2004-2005       | Joan de Arcadia                     | Hermana Lilly Watters              | 11 Episodios                               |
| 2005            | Jake in Progress                    | Greta                              | "Henry Porter and the Coitus Interrruptus" |
| 2005-2006       | Out of Practice                     | Naomi                              | 2 Episodios                                |
| 2006            | In Justice                          | Brianna                            | 13 Episodios                               |
| 2006-2007       | Boston Legal                        | Claire Simms                       | 23 Episodios                               |
| 2007            | Notes from the Underbelly           | Kelly                              | "Oleander"                                 |
| 2009            | Pushing Daisies                     | Coco Juniper                       | "Window Dressed to Kill"                   |
| 2009            | Cupid                               | Hallie Butler                      | "The Great Right Hope"                     |
| 2009            | The New Adventures of Old Christine | Amy Hunter                         | 2 Episodios                                |
| 2005–2011       | Entourage                           | Dana Gordon                        | Recurrente. 21 Episodios                   |
| 2011            | Love Bites                          | Colleen Rouscher                   | 7 Episodios                                |
| 2011            | Royal Pains                         | Dra. Abby Burton                   | "A Little Art, A Little Science"           |
| 2013            | Grey's Anatomy                      | Dra. Alana Cahill                  | 5 Episodios                                |
| 2013            | The Newsroom                        | Taylor Warren                      | 5 Episodios                                |
| 2013-2014, 2016 | House of Cards                      | Janine Skorsky                     | 19 episodios                               |
| 2014            | Hot in Cleveland                    | Lilly                              | "Stayin´Alive"                             |
| 2014            | Growing Up Fisher                   | Allison                            | 3 episodios                                |
| 2015            | Complications                       | Dra. Laster                        | 2 Episodios                                |
| 2015            | Agents of S.H.I.E.L.D.              | Rosalind Price                     | Recurrente. 8 Episodios                    |
| 2015-2017       | Transformers: Robots in Disguise    | Strongarm, Filch                   | Voz. Regular                               |
| 2015-2018       | UnREAL                              | Quinn King                         | Regular                                    |
| 2016            | Maron                               | Lindsey                            | "Step 1"                                   |
| 2016            | Better Things                       | Ella misma                         | "Sam/Pilot"                                |
| 2016            | BoJacck Horseman                    | Sknny Gina / Lindsey               | 3 Episodios                                |
| 2017            | Angie Tribeca                       | Det. Goldstein                     | "Hey, I´m Solvin´ Here!"                   |
| 2017-2018       | Match Game                          | Panelista                          | 6 Episodios                                |
| 2018            | RuPaul´s Drag Race: All Stars       | Ella misma                         | "The Bitchelor"                            |
| 2018            | Mom                                 | Profesora Stevens                  | "Ambulance chasers and a Babbling Brook"   |
| 2018-2019       | A Million Little Things             | Jeri Huntington                    | 3 Episodios                                |
| 2019-2020       | Shameless                           | Claudia Nicolo                     | 5 Episodios                                |
| 2020            | Condor                              | Robin Larkin                       | 6 Episodios                                |
| 2021            | Good Trouble                        | Kathleen Gale                      | 6 Episodios                                |

## Premios y nominaciones
| Año  | Otorga                                | Premio                                                                            | Trabajo                          | Resultado |
| ---- | ------------------------------------- | --------------------------------------------------------------------------------- | -------------------------------- | --------- |
| 2008 | 14th Screen Actors Guild Awards       | Outstanding Performance by an Ensemble in a Drama Series (shared with the others) | Boston Legal                     | Nominada  |
| 2016 | 6th Critics' Choice Television Awards | Best Supporting Actress in a Drama Series                                         | Unreal                           | Ganó      |
| 2016 | 5th BTVA Voice Acting Awards          | Best Vocal Ensemble in a New Television Series (shared with the others)           | Transformers: Robots in Disguise | Ganó      |
| 2016 | 20th OFTA Television Awards           | Best Supporting Actress in a Drama Series                                         | Unreal                           | Nominada  |
| 2016 | 14th Gold Derby Awards                | Best Drama Supporting Actress                                                     |                                  | Nominada  |
| 2016 | 68th Primetime Emmy Awards            | Outstanding Supporting Actress in a Drama Series                                  |                                  | Nominada  |
| 2016 | 7th Critics' Choice Television Awards | Best Supporting Actress in a Drama Series                                         |                                  | Nominada  |
| 2017 | 6th BTVA Voice Acting Awards          | Best Vocal Ensemble in a Television Series (shared with the others)               | Transformers: Robots in Disguise | Nominada  |